# スイートキッス

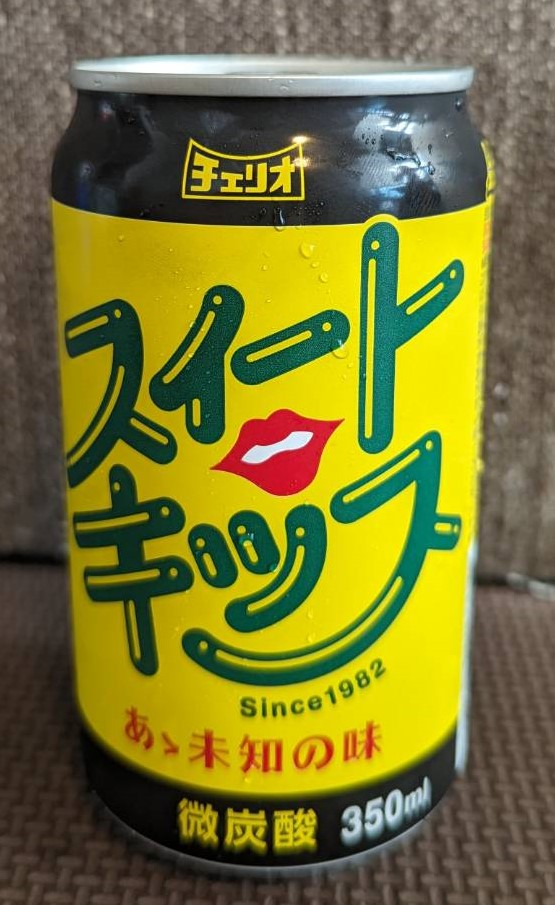

スイートキッス（Sweet Kiss）とは、チェリオコーポレーションの販売する炭酸飲料である。レモン・ライム等の柑橘系の香りをベースに蜂蜜等で強い甘みを添加している。
キャッチコピーは「あぁ〜、未知の味」（商品パッケージには「あゝ未知の味」と記されている）。同種の製品としてコカ・コーラのメローイエロー、ペプシコーラのマウンテンデュー等がある。

## 歴史
- 1982年 - 「新柑橘系飲料」製品としてセブンアップ飲料（関西）を中心とするセブンアップ・チェリオ系ボトラーから発売された。CMソングはゲルニカの「銀輪は唄う[4]」。
- 2010年 - 500 mlPET製品のデザインを変更。
- 2022年 - 発売から40周年を迎え、アルコール度3%の「スィートキッスチューハイ」を9月24日より中四国・兵庫エリアのマックスバリュ、マルナカ店舗にて発売[5]。

## ラインナップ
現在はスイートキッス及びラズベリーキッス（沖縄限定商品）のみの販売だが、「キッス」や「KISS」を名称に組み込んだ製品が80年代に多く販売された。
- 350 ml缶（スイートキッスのみ、チェリオ中部地区限定販売）
- 500 mlペットボトル[6]

上記は2011年3月現在

## 複雑な権利関係
中部地区のペプシコーラボトラーであった中部ペプシコーラボトリング（以下中部社）は、本来ならばペプシコの販売している類似商品であるマウンテンデューの取り扱いをするところなのだが、スイートキッスの販売に重点を置いた展開をした。これは1981年に中部社がセブンアップ飲料（関西）を中心とするチェリオグループに入り、マーケティングの比重がチェリオに傾斜したために起こったことであった。その後中部社は、1988年に取扱商品の8割がチェリオ製品になったことを契機にチェリオ中部に改名。1990年にペプシコとのフランチャイズ契約を解消するに至る。